# Drusus den yngre

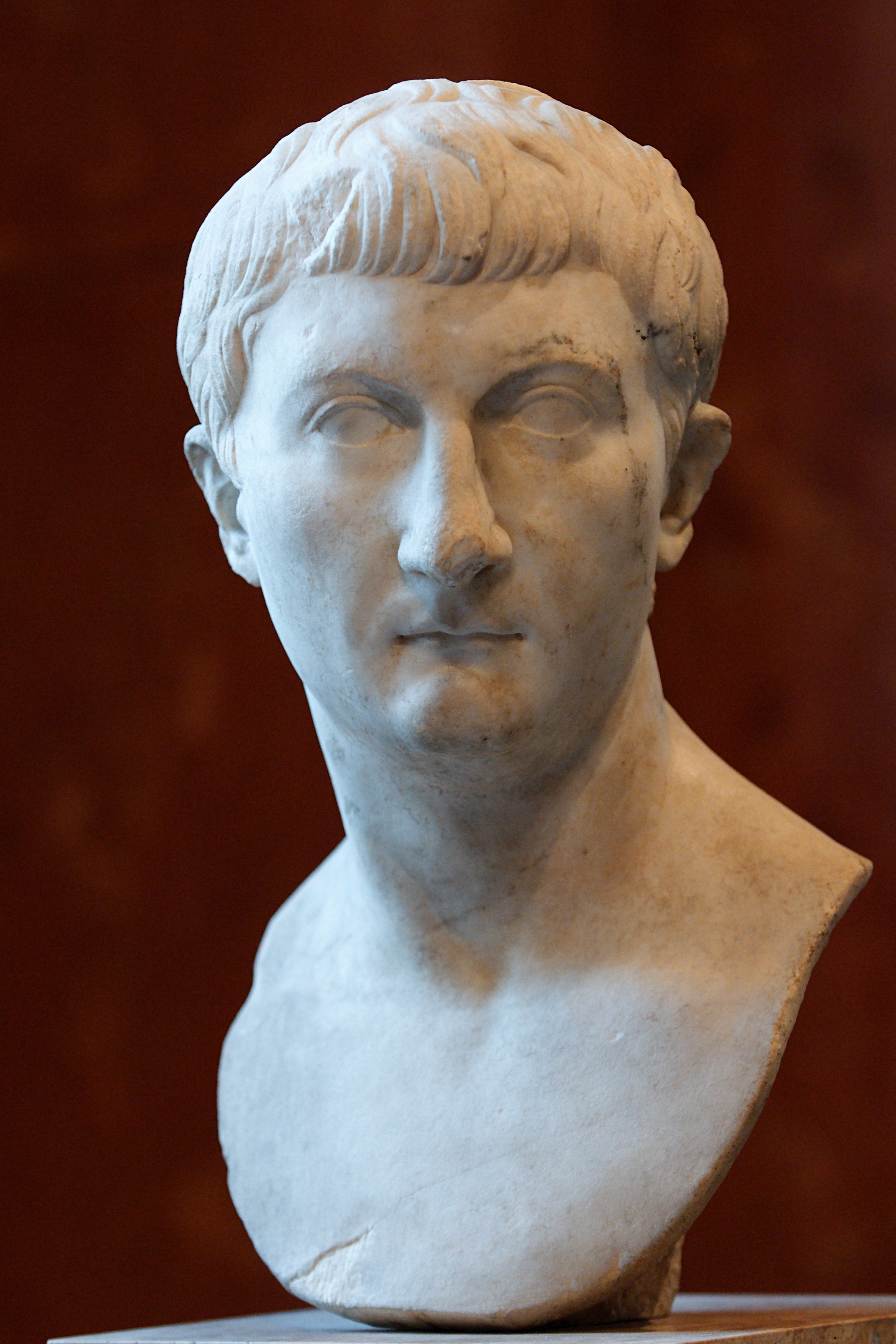
Byst föreställande Drusus den yngre. Louvren i Paris.

Nero Claudius Drusus eller Drusus Julius Caesar, mera känd som Drusus den yngre eller Drusus Minor, född den 7 oktober 13 f.Kr. i Rom, död den 14 september 23 e.Kr., var son till Tiberius och Vipsania Agrippina.  

## Biografi
Drusus uppkallades efter sin farbror Nero Claudius Drusus och han föddes och växte upp i Rom. Trots sitt hetsiga temperament visade han sig ha talang både för det militära och politiken. År 13 e.Kr. blev han permanent medlem av senatens kommitté som Augustus hade grundat för att organisera senatens dagliga arbete. Drusus blev undanskuffad från tronföljden då Augustus tvingade hans far Tiberius att adoptera sin brorson Germanicus, som var gift med Augustus dotterdotter, och utse honom till sin efterträdare. År 14 e.Kr., efter Augustus död, kväste Drusus ett myteri i Pannonien och blev året därefter konsul. Han var också guvernör i Illyrien mellan år 17 och 20. Han blev på nytt konsul år 21 tillsammans med sin far Tiberius och blev 22 tribunicia potestas, en titel som var reserverad endast för kejsaren eller hans tronföljare.
Drusus var gift med sin kusin Livilla och hade med henne dottern Julia och tvillingsönerna Tiberius Gemellus och Tiberius Claudis Caesar Germanicus Gemellus (död 23.Kr.). Vid Germanicus död år 23 utsåg Tiberius Drusus till sin arvtagare och efterträdare. Germanicus hustru Agrippina den äldre anklagade Tiberius att ligga bakom dennes plötsliga död i akt och mening att bereda väg för sin egen biologiske son Drusus, men detta är med all sannolikhet osant.
Livilla hade förmodligen inlett ett förhållande med Sejanus, som var prefekt för praetoriangardet, innan tvillingarna föddes, och som enligt vissa kunde vara far till dessa. Drusus ogillade Sejanus och hade vid ett tillfälle slagit honom i ansiktet med knytnäven under en diskussion och givit prov på sin tämligen våldsamma natur. Han gjorde heller ingen som helst hemlighet av sina djupa antipatier mot Sejanus. När det lutade mot att Drusus skulle bli den nye tronarvingen efter Germanicus död, ville Sejanus avlägsna Drusus, förmodligen i en kombination av självbevarelsedrift och maktsträvan. Antika källor (Tacitus, Suetonius och Cassius Dio) ger vid handen eller antyder att han tillsammans med Livilla förgiftade Drusus. Om Drusus verkligen blev mördad måste det ha gjorts mycket skickligt eftersom ingen misstänkte mord, när han avled år 23. Drusus hade rykte om sig att vara en väldig drinkare och man trodde att detta kunde vara dödsorsaken. Två år senare bad Sejanus Tiberius om tillåtelse att få gifta sig med Livilla, men fick avslag.
Drusus var en entusiastisk anhängare av gladiatorkamp. Det skarpaste gladiatorsvärdet var uppkallat efter honom. Han fick smeknamnet "Castor" efter praetorianernas skyddsgud. Detta eftersom han både slagit till Sejanus och en medlem av pretoriangardet (kanske det också Sejanus). Han sägs också ha använt bittermandlar som profylaktisk hjälp mot alkoholism.